# Stargate: The Ark of Truth
Stargate: The Ark of Truth is een Amerikaanse direct-naar-dvd-film gebaseerd op de sciencefictionserie Stargate SG-1. De film werd geregisseerd door Robert C. Cooper. De productie van de film begon in april 2007. Hij werd op 11 maart 2008 uitgebracht in de Verenigde Staten.
De film is bedoeld als afsluiting van het tiende seizoen van de televisieserie.

## Verhaal
De film gaat over SG-1's pogingen om de "Ark van de Waarheid" (Ark of Truth) te bemachtigen, een apparaat van de Ancients dat eenieder die erin kijkt de waarheid laat zien (in dit geval over de Ori).
Het team vindt een doos die vermoedelijk de Ark bevat bij graafwerkzaamheden op Dakara, dit was Daniel 'kenbaar' geworden dankzij Merlijn van wie hij nog steeds visioenen krijgt, maar voor ze hem kunnen openen arriveren er een paar Ori-soldaten geleid door Tomin. Daniel laat de Ori de doos openen, maar de ark blijkt er niet in te zitten. Wanneer een Prior Tomin het bevel geeft SG-1 te vermoorden, weigert deze. Mitchell kan van de gelegenheid gebruikmaken om de Prior te doden, wiens krachten geblokkeerd worden door een Anti-Prior-toestel.
Terug op Aarde ontmoeten generaal Landry en Mitchell James Marrick, een vertegenwoordiger van de IOA die wil onderhandelen met Tomin. Wanneer Daniel Jackson beseft dat de ark nog altijd in de Ori-melkweg is, krijgt Marrick de opdracht om met een team in het schip de “Odyssey” door de supergate af te reizen naar dit melkwegstelsel. In de Ori-melkweg ontmoet het team een lid van de Anti-ori verzetsgroep. Hij vertelt hen dat de Ark mogelijk verborgen is op Celestis. Zodra het team daar aankomt, activeert Marrick de Asgard-computerkern wat meteen de aandacht trekt van de Orischepen in de omgeving.
Mitchell en Carter keren terug naar de Odyssey, en ontdekken dat Marrick met de kern een Replicator heeft gebouwd. Hij wil deze loslaten op een Orischip en zo hun hele vloot besmetten. Mitchell is geschokt en probeert de Replicator te vernietigen met een anti-Replicator Gun, maar de replicator is hem te snel af. Bovendien onthult Marrick dat de IOA de replicators heeft verbeterd zodat het wapen geen effect meer op hen heeft, wat ook niet nodig is aangezien er volgens hem een code in verwerkt zit waarmee hij ze kan uitschakelen. Met meerdere Orischepen in de buurt, probeert Mitchell Daniel, Teal'c, Vala, en Tomin terug te halen aan boord. De Replicator neemt echter het transportsysteem over. Mitchell heeft geen keus dan met de Odyssey weg te vluchten, en de anderen op de planeet te laten.
Daniel vindt de Ark in een catacombe. Zodra het team met de Ark bovengronds komt, worden ze meteen aangevallen door de Ori en Teal'c wordt neergeschoten. De rest van het team wordt naar een nabijgelegen stad gebracht. Daar ontdekt Vala dat de Ori inderdaad zijn vernietigd door de Sangraal (wat te zien was in de aflevering The Shroud). Adria heeft de macht van de Ori overgenomen na een ascended wezen te zijn geworden. De gewonde Teal'c probeert de reis naar de stad te maken maar valt net voordat hij het bereikt toch neer. Daar wordt hij gevonden door de Ancient Morgan le Fay. Ze helpt hem om Daniel te bevrijden, en vertelt hen een geheim: als ze een prior kunnen overhalen om naar hun kant over te lopen, zullen de anderen automatisch volgen door een link in hun staf. Dat zal Adria genoeg verzwakken zodat zij haar kan verslaan.
Ondertussen arriveert er een Prior op Aarde, en deze biedt de aardbewoners een laatste kans om zich te bekeren tot Origin. Generaal Landry weigert, maar ontdekt dan dat er een vloot van Ori-moederschepen aan de rand van het zonnestelsel ligt te wachten om aan te vallen.
Op Celestis activeert het team de Ark, en de Prior Doci wordt door de straal getroffen. De Ark laat hem de waarheid zien en zo weet hij dat de Ori geen goden zijn. Zoals Morgan voorspelde volgen de andere Prior, en wordt Adria verzwakt. Morgan bevecht de verzwakte Adria. SG-1 keert terug naar Aarde, en gebruikt de Ark ook tegen de Prior daar. Op deze manier laten ze alle Priors in het universum overlopen.
In de nasleep van dit alles vertrekt Tomin naar de Ori-melkweg als de nieuwe leider van zijn volk. De Ark wordt naar Area 51 gebracht voor studie.

## Rolverdeling
| Acteur            | Personage                 |
| ----------------- | ------------------------- |
| Ben Browder       | Lt. Col. Cameron Mitchell |
| Amanda Tapping    | Col. Samantha Carter      |
| Christopher Judge | Teal'c                    |
| Claudia Black     | Vala Mal Doran            |
| Beau Bridges      | Major General Hank Landry |
| Michael Shanks    | Dr. Daniel Jackson        |
| Tim Guinee        | Tomin                     |
| Greg Anderson     | Prior                     |
| Currie Graham     | James Merek               |
| Morena Baccarin   | Adria                     |
| Sarah Strange     | Morgan le Fay             |
| Julian Sands      | Doci                      |

## Achtergrond
De film is gemaakt als afsluiting van de Orisaga, die in de laatste seizoenen van de serie Stargate SG-1 centraal stond. Het verhaal van de film stond aanvankelijk gepland voor een vijf of zesdelige aflevering die eind seizoen 10 moest beginnen, en zo seizoen 11 moest introduceren. Maar toen de serie werd stopgezet, werd besloten het verhaal om te zetten in een film.
Volgens Robert C. Cooper heeft de film een hogere productiewaarde dan de afleveringen van de serie. Het budget van de productie was 7 miljoen dollar. De film werd opgenomen in 16:9 aspect ratio op 35mm-film. Joel Goldsmith produceerde de muziek voor de film.
Behalve dat de film de Oriverhaallijn afsluit, is hij ook bedoeld als start van een reeks televisiefilms over het SG-1 team.